# Distretto di Chiguirip
Il distretto di Chiguirip è uno dei diciannove distretti  della provincia di Chota, in Perù. Si trova nella regione di Cajamarca e si estende su una superficie di 51,44 chilometri quadrati.

Istituito il 31 ottobre 1896, ha per capitale la città di Chiguirip; al censimento 2005 contava 5.106 abitanti.